# Clemens-Brentano-Europaschule
Die Clemens-Brentano-Europaschule (CBES) ist eine kooperative Gesamtschule mit Gymnasialer Oberstufe mit Standorten in Lollar und Allendorf (Lumda).

## Geschichte
Die Geschichte der Clemens-Brentano-Europaschule begann in den frühen 1960er Jahren. 1962 wurde der Zweckverband Mittelpunktschule Lollar gegründet. Der Bau der Mittelpunktschule begann 1968 und bereits am 3. September desselben Jahres besuchten die ersten Schüler die neue Schule, die am 5. Oktober offiziell eröffnet wurde. Gerald Lohwasser wurde zum ersten Direktor ernannt. In den folgenden Jahren erweiterte die Schule ihre Infrastruktur. 1971 wurden eine Sporthalle und ein Hallenbad errichtet, und 1976 folgte der Bau neuer naturwissenschaftlicher Räume. 1979 wurde die Schule nach dem Dichter Clemens Brentano benannt.
Trotz eines Tiefpunkts 1986, als die Schülerzahl auf nur 580 sank und die Schließung der Schule erwogen wurde, erlebte die Schule in den 1990er Jahren eine Wiederbelebung. 1993 wurde die gymnasiale Oberstufe eingeführt und 1996 legte der erste Jahrgang das Abitur ab. Im gleichen Jahr wurde die Schule als UNESCO-Projektschule anerkannt. 2006 erfolgte die Umbenennung in Clemens-Brentano-Europaschule.
2015 wurden die Gesamtschule Lumdatal und die Clemens-Brentano-Europaschule zusammengelegt, wobei ein DaZ-Zentrum (Deutsch als Zweitsprache) eingerichtet wurde. Im Jahr 2018 feierte die Schule ihr 50-jähriges Bestehen und führte das Projekt Soziales Lernen ein. 2019 erhielt die Schule den Titel Schule ohne Rassismus – Schule mit Courage. Seit 2024 hat sie das Zertifikat Fairtrade-Schule.

## Schulprofil
Die Clemens-Brentano-Europaschule bietet sowohl allgemeine als auch berufsvorbereitende Bildung. Die Schule bietet neben den regulären Unterrichtsfächern auch spezielle Programme wie bilingualen Unterricht, Austauschprogramme und europäische Projekte an. Als Europaschule engagiert sie sich in diversen internationalen Projekten und Partnerschaften. Schüler haben die Möglichkeit, an Austauschprogrammen teilzunehmen und Fremdsprachenkenntnisse zu vertiefen. Projekte im Rahmen von Erasmus+ und andere europäische Bildungsinitiativen sind feste Bestandteile des Schulprogramms.

## Schülerzahlen und Personal
Die Schule betreut etwa 1300 Schülerinnen und Schüler, die von rund 150 Lehrkräften unterrichtet werden.

## Ausstattung und Angebote
Die Schule verfügt u. a. über Schulmediotheken in Lollar und Allendorf (Lumda) sowie über eine Sport- und Schwimmhalle in Lollar.

## Bekannte Schulangehörige

### Lehrkräfte
- Frank Baring, Geschichtsdidaktiker

### Schüler
- Ibrahim Khalil (* 2000), Sänger und Songwriter